# 盧奇涅齊
48°43′11″N 27°48′25″E / 48.71972°N 27.80694°E
盧奇涅齊（烏克蘭語：Лучинець）是位於烏克蘭西南部文尼察州裏莫希利夫-波季利斯基區的村莊，始建於1500年，面積5.51平方公里，海拔高度207米，2001年人口978。